# Diplazium owaseanum
Diplazium owaseanum är en majbräkenväxtart som beskrevs av Satoru Kurata.
Diplazium owaseanum ingår i släktet Diplazium och familjen Athyriaceae. Utöver nominatformen finns också underarten Diplazium owaseanum satsumense.